# Brigata Firenze
Brigata Firenze è un film muto italiano del 1928 diretto da Gian Orlando Vassallo.